# 赛金莲木
赛金莲木（学名：Gomphia striata），为金莲木科赛金莲木属下的一个种。其种加词“striata”意为“有条纹的”。